# Argàtov
Argàtov (en rus Аргатов) és un khútor del krai de Krasnodar, a Rússia. És a 13 km al nord-est d'Ust-Labinsk i a 60 km al nord-est de Krasnodar. Pertany a la ciutat d'Ust-Labinsk.
Va ser fundat l'any 1868 per colons del centre de Rússia, entre els quals hi havia la família del cosac Argàtov, del qual va rebre el nom. Entre el 1954 i el 2019 va adoptar el nom d'Oktiabrski (Октябрьский).